# Чесанинг (Мичиген)
Чесанинг (енгл. Chesaning) град је у америчкој савезној држави Мичиген.

## Демографија
По попису из 2010. године број становника је 2.394, што је 154 (-6,0%) становника мање него 2000. године.
| Група             | 2000.         | 2010.         |
| Белци             | 2.428 (95,3%) | 2.247 (93,9%) |
| Афроамериканци    | 9 (0,4%)      | 14 (0,6%)     |
| Азијати           | 2 (0,1%)      | 6 (0,3%)      |
| Хиспаноамериканци | 91 (3,6%)     | 98 (4,1%)     |
| Укупно            | 2.548         | 2.394         |